# Konstanty Wasyl Ostrogski

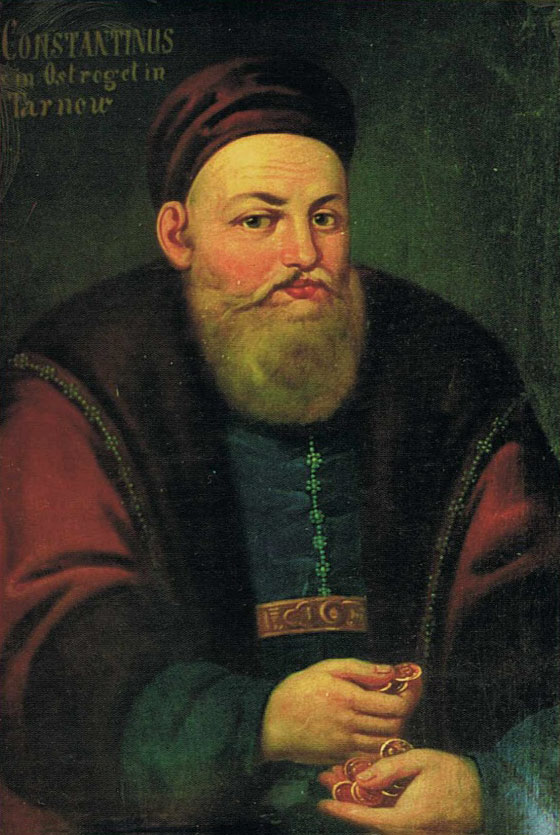
Konstanty Wasyl Ostrogski, Porträt von Teofil Kopystynskyj, 1886

Konstanty Wasyl Ostrogski (ukrainisch: Костянтин Василь Острозький, Kostjantyn Vasyl Ostroskyj, lateinisch Constantinus in Ostrog; * 1526/27 oder etwa 1526 in Dubno, Großfürstentum Litauen; † 13. Februar 1608, Ostróg, Polen-Litauen) war ein ruthenischer Fürst und Magnat in Polen-Litauen. Er war Starost von Wolodymyr, Marschall von Wolhynien (1550–1608) und Woiwode von Kiew (1559–1608).

## Leben
Konstanty war ein Sohn des Großhetmans im Großfürstentum Litauen Konstantin Iwanowitsch Ostroschski. Er wuchs in Turów auf. Er besaß über 100 Städte und 1300 Dörfer in Podolien, Wolhynien und Galizien.
Konstanty Ostrogski setzte sich sehr für die orthodoxe Religion und Kultur im katholischen Polen-Litauen ein.
Um 1576 gründete er die Ostroger Akademie als geistliche Ausbildungsstätte für griechische, lateinische und kirchenslawische Sprache. 1581 wurde dort die Ostroger Bibel als erste gedruckte vollständige Bibel in kirchenslawischer Sprache hergestellt.
Konstanty Ostrogski nahm am polnisch-russischen Krieg teil und belagerte 1579 vergeblich Tschernigow. 1596 unterstützte er die Gegner der Union von Brest. 1602 nahm er den falschen Dmitri eine Zeitlang bei sich auf.